# Leith
Leith (skotsk gælisk Lite) er en tidligere burgh (kongeligt privilegeret købstad) i Skotland og i dag et distrikt i den nordlige del af kommunen City of Edinburgh med 90,000 indbyggere. Leith ligger ved mundingen af floden Water of Leith på Firth of Forths søndre bred og fungerer som Edinburghs havneby.
Byen har en særegen karakter, og det var stor modstand, da den i 1920 blev indlemmet i City of Edinburgh, fordi den dermed blev knyttet nærmere til storbyen. Den er fortsat en selvstændig by, men administreres sammen med Edinburgh.

## Kendte personer med tilknytning til Leith
- Leigh Griffiths, fodboldspiller.
- John Hughes, fodboldtræner i Falkirk F.C. og Hibernian F.C.
- John Hunter, guvernør  i New South Wales.
- David Lindsay, hofprædikant ved kong Jakob 4. af Skotlands hof.
- Harold Mahony, tennisspiller.
- Eduardo Paolozzi, billedhugger.
- Charlie Reid og Craig Reid fra bandet The Proclaimers.
- J.K. Rowling, forfatter.
- Chris Small, snookerspiller.
- Irvine Welsh, forfatter.